# Pyrausta arizonensis
Pyrausta arizonensis là một loài bướm đêm trong họ Crambidae.